# Rapport Brachard
Pour les articles homonymes, voir Brachard.
Le rapport Brachard est un rapport parlementaire français rédigé en 1935. Il est le résultat de l'examen par la commission du travail de la Chambre des députés de la proposition de loi d'Henri Guernut relative au statut professionnel des journalistes. Nommé d'après son rapporteur, Émile Brachard, alors député radical de l'Aube et rédacteur en chef du Petit Troyen, il a une telle influence sur les débats parlementaires qui conduisent à la loi que celle-ci est désormais connue sous le nom de « loi Brachard ».
La loi, qui définit précisément un statut de journaliste professionnel, ouvre la voie à la création de la carte de presse en France. Ce texte va pour la première fois dans le sens d'une indépendance des rédactions relative.
Le rapport  souligne que « dans tous les pays, la presse est placée sous un statut spécial, qu'il soit de privilège ou de contraint » et ajoute « si nous ne sommes pas de ceux qui prétendent faire de la presse un service public, nous considérons du moins que son rôle est capital dans un ordre démocratique, qu'elle n'est à même de le remplir que dans la liberté, et que le statut professionnel des journalistes est une des garanties de cette indispensable liberté. »
Concernant les indemnités de licenciement, il observe que l'usage s'est institué dans les grands journaux d'accorder un mois de salaire par année de présence, disposition qui sera inscrite ensuite dans la loi Brachard, pour devenir obligatoire dans tous les médias : « Nous avons entre les mains les déclarations écrites de dix directeurs ou administrateurs de journaux, lesquels ne se bornent pas à appliquer le principe du mois par année, mais attestent formellement qu'ils le considèrent comme un usage établi », constate le Syndicat national des journalistes, cité dans le rapport Brachard.
Près de quarante ans après sa promulgation, la loi Brachard sera complétée en 1974 par la loi Cressard, qui étend le statut des journalistes et toutes ses garanties aux journalistes pigistes. Ceux-ci bénéficient aussi, dès lors, d'un mois de salaire par année de collaboration si un titre cesse de leur commander des piges.
Le rapport observe aussi que les Chambres françaises, ayant eu, à plus d'une reprise, à prendre, en faveur de l'industrie des journaux, des mesures exceptionnelles, qui constituent de véritables privilèges, il est équitable qu'elles entendent l'appel que leur adressent les journalistes par la voie de leurs associations professionnelles unanimes.